# ビーバー郡 (ペンシルベニア州)
ビーバー郡（英: Beaver County）は、アメリカ合衆国ペンシルベニア州の西部に位置する郡である。人口は16万8215人（2020年）。郡庁所在地はビーバー・ボロであり、同郡で人口最大の都市はアリクィッパである。ビーバー郡は1800年3月12日に、アレゲニー郡とワシントン郡の一部を合わせて設立された。
ビーバー郡はピッツバーグ都市圏に属している。

## 地理
アメリカ合衆国国勢調査局に拠れば、郡域全面積は444平方マイル (1,050.0 km2)であり、このうち陸地434平方マイル (1,124.1 km2)、水域は10平方マイル (25.9 km2)で水域率は2.18%である。

### 交通

#### 主要高規格道路
- 州間高速道路76号線（ペンシルベニア・ターンパイク）
- 州間高速道路376号線
- アメリカ国道30号線（リンカーン・ハイウェイ）
- ペンシルベニア州道18号線
- ペンシルベニア州道51号線
- ペンシルベニア州道65号線
- ペンシルベニア州道68号線
- ペンシルベニア州道151号線
- ペンシルベニア州道168号線
- ペンシルベニア州道351号線

#### 空港
- ビーバー郡空港
- ゼリーノープル市民空港

#### 公共交通機関
公共交通はビーバー郡交通公社が運行している。

### 河川
- オハイオ川が郡の北アンブリッジ近くからビーバーの近くで西に向きを変え、オハイオ州とウェストバージニア州の州境に向かう。郡の南3分の1と北3分の2を分ける形になっている。
- ビーバー川はローレンス郡から南にコッペル近くで郡内に入り、ビーバー近くでオハイオ川に合流する。

### 隣接する郡
- ローレンス郡 - 北
- バトラー郡 - 東
- アレゲニー郡 - 南東
- ワシントン郡 - 南
- ハンコック郡 (ウェストバージニア州) - 西
- コロンビアナ郡 (オハイオ州) - 西

## 郡政府と政治
2008年11月時点でビーバー郡には118,269人の登録有権者がいた。
- 民主党: 70,819 (59.88%)
- 共和党: 36,239 (30.64%)
- その他の政党: 11,211 (9.48%)

ビーバー郡以前、民主党の強い地盤であり、郡政委員会の多数や郡役人を保持していたが、近年、かなり共和党支持に傾いてきた。最近数年間でペンシルベニア州議会の議席を共和党が奪ってきた。州レベルや国政レベルの選挙でも同様である。2004年アメリカ合衆国大統領選挙では、民主党候補のジョン・ケリーは郡の51%を獲得し、ジョージ・W・ブッシュは48%だった。2008年では共和党のジョン・マケインが50%を獲得し、バラク・オバマは47%だった。大統領選挙で共和党がビーバー郡を制したのは1972年以来のことになった。州役人選挙でも共和党候補が郡を制した。2010年、共和党現職知事トム・コーベットと同じく現職アメリカ合衆国上院議員パット・トゥーミーがビーバー郡を制し、再選を果たした。
ビーバー郡はアメリカ合衆国下院議員ペンシルベニア州第12選挙区に属し、2013年時点では共和党議員を選出している。ペンシルベニア州議会上院では第46および第47選挙区に属しており、下院では第9、第10、第14、第15、第16、第46および第73選挙区に属している。2013年時点で上院は民主、共和各党が1人ずつ、下院は民主党4人、共和党2人となっている。

### 保護地域
- オハイオ川諸島国立野生生物保護区（部分）
- ラクーン・クリーク州立公園
- ブラディス・ラン公園[4]
- ブラッシュ・クリーク公園[5]
- オールド・エコノミー公園[6]

## 人口動態
以下は2000年国勢調査による人口統計データである。
| 基礎データ - 人口: 181,412人 - 世帯数: 72,576 世帯 - 家族数: 50,512 家族 - 人口密度: 161人/km2（418人/mi2） - 住居数: 77,765軒 - 住居密度: 69軒/km2（179軒/mi2） 人種別人口構成 - 白人: 92.55% - アフリカン・アメリカン: 5.96% - ネイティブ・アメリカン: 0.10% - アジア人: 0.25% - 太平洋諸島系: 0.01% - その他の人種: 0.20% - 混血: 0.92% - ヒスパニック・ラテン系: 0.72% 先祖による構成 - ドイツ系：23.0% - イタリア系：17.4% - アイルランド系：9.9% - イギリス系：6.5% - ポーランド系：6.4% - アメリカ人：5.8% | 年齢別人口構成 - 18歳未満: 22.6% - 18-24歳: 7.4% - 25-44歳: 27.3% - 45-64歳: 24.2% - 65歳以上: 18.4% - 年齢の中央値: 41歳 - 性比（女性100人あたり男性の人口） - 総人口: 91.9 - 18歳以上: 88.2 世帯と家族（対世帯数） - 18歳未満の子供がいる: 28.6% - 結婚・同居している夫婦: 54.5% - 未婚・離婚・死別女性が世帯主: 11.4% - 非家族世帯: 30.4% - 単身世帯: 26.9% - 65歳以上の老人1人暮らし: 13.1% - 平均構成人数 - 世帯: 2.44人 - 家族: 2.96人 |

## 都市と町

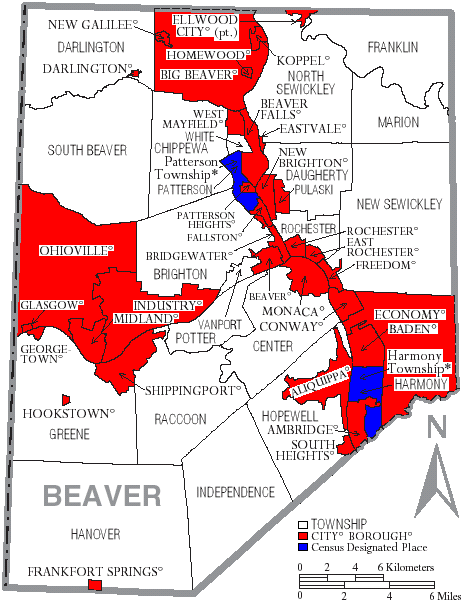
ビーバー郡の自治体、ボロは赤、タウンシップは白、国勢調査指定地域は青

ペンシルベニア州法の下では4種類の自治体がある。市、ボロ、タウンシップ、町である。

### 都市
- アリクィッパ
- ビーバーフォールズ

### ボロ
| - アンブリッジ - ベイデン - ビーバー - 郡庁所在地 - ビッグビーバー - ブリッジウォーター - コンウェイ - ダーリントン - イーストロチェスター - イーストベイル - エコノミー | - エルウッドシティ（大半はローレンス郡内） - フォールストン - フランクフォートスプリングス - フリーダム - ジョージタウン - グラスゴー - ホームウッド - フックスタウン - インダストリー - コッペル | - ミッドランド - モナカ - ニューブライトン - ニューガリリー - オハイオビル - パターソンハイツ - ロチェスター - シッピングポート - サウスハイツ - ウェストメイフィールド |

### タウンシップ
| - ブライトン - センター - チッペワ - ダーリントン - ドハティ - フランクリン - グリーン - ハノーバー | - ハーモニー - ホープウェル - インディペンデンス - マリオン - ニュースウィックリー - ノーススウィックリー - パターソン | - ポッター - プラスキ - ラクーン - ロチェスター - サウスビーバー - バンポート - ホワイト |

### 国勢調査指定地域
- ハーモニー・タウンシップ
- パターソン・タウンシップ

### 未編入の町
- バイアーズデール
- キャネルトン
- フォンベル
- フリスコ
- グリンゴ
- ハーシャビル
- コブタ

## 見どころ
郡内には飲食店や食事の場所が多い。センター・タウンシップにはビーバーバレー・モールがあり、数多くの店舗やレストンらがある。

## 教育

### 高等教育機関
- ジェネバ・カレッジ
- ペンシルベニア州立大学ビーバー校
- トリニティ・エピスコパル・スクール・フォー・ミニストリー

### コミュニティカレッジ

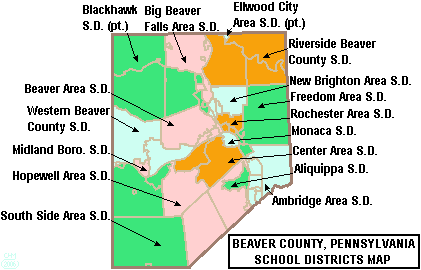
ビーバー郡教育学区の区分図

- ビーバー郡コミュニティカレッジ

### 公共教育学区
ペンシルベニア州にある高校を持っている教育学区498の中で、3年間の数学と国語の試験成績をもとにランク付けを行っている。各学区の後の数字がその順位である。
- アリクィッパ教育学区 - 第490位
- アンブリッジ地域教育学区 - 第238位
- ビーバー地域教育学区 - 第56位
- ビッグビーバーフォールズ地域教育学区 - 第364位
- ブラックホーク教育学区（部分） - 第126位
- セントラルバレー教育学区
- エルウッドシティ地域教育学区（部分） - 第186位
- フリーダム地域教育学区 - 第193位
- ホープウェル地域教育学区 - 第180位
- ミッドランド・ボロ教育学区 - ランク付け無し
- ニューブライトン地域教育学区 - 第234位
- リバーサイド・ビーバー郡教育学区 - 第233位
- ロチェスター地域教育学区 - 第438位
- サウスサイド地域教育学区 - 第190位
- 西ビーバー郡教育学区 - 第358位

#### 高校
- アリクィッパ高校
- アンブリッジ地域高校
- ビーバー地域高校
- ビーバー郡クリスチャン高校
- ビーバーフォールズ高校
- ビッグビーバーフォールズ地域高校
- ブラックホーク高校
- セントラルバレー高校
- フリーダム地域高校
- ホープウェル地域高校
- ニューブライトン高校
- クィグリー・カトリック高校
- リバーサイド高校
- ロチェスター地域高校
- サウスサイド・ビーバー高校
- 西ビーバー高校

### チャータースクール
- ビーバー地域アカデミック・チャータースクール
- リンカーンパーク芸能チャータースクール
- ペンシルベニア・サイバー・チャータースクール

### 私立学校
- アガペランド・チルドレンガーデン - ビーバー
- ビーバー郡クリスチャン学校アッパー校 - ビーバーフォールズ
- ビーバー郡クリスチャン学校ウェストパーク小学校 - ビーバーフォールズ
- ベセル・クリスチャン学校 - アリクィッパ
- デリベランス・テンプル・ミニストリーズ ROOTS Inc クリスチャン・アカデミー - アリクィッパ
- ディバイン・マーシー・アカデミー - ビーバーフォールズ
- ホープ・クリスチャン・アカデミー - アリクィッパ
- ノースヒルズ・クリスチャン学校 - ベイデン
- アワー・レディ・オブ・ファティマ学校 - アリクィッパ
- プレザントヒル・ウェズレヤン・アカデミー - フックスタウン
- クィグリー・カトリック高校 - ベイデン
- セントジョン・ザ・バプテスト学校 - モナカ
- セントピーターズ & ポール学校 - ビーバー
- シルベニアヒルズ・クリスチャン - ロチェスター

## 著名な出身者
- シェーン・ダグラス - プロレスラー、ECW、WCW、TNA、WWEに出場、マーティン生まれ
- テリー・フランコーナ - メジャーリーグベースボール選手、ワシントン・ナショナルズ、シカゴ・カブス、シンシナティ・レッズ、クリーブランド・インディアンス、ミルウォーキー・ブルワーズでプレイ、フィラデルフィア・フィリーズとボストン・レッドソックスで監督
- ジョー・レッテリ - アカデミー賞を3度受賞した視覚芸術家、映画『アバター』の視覚効果監督
- ヘンリー・マンシーニ - 作曲家、『ムーンリバー』、『ピンクパンサーのテーマ』が代表曲
- ピート・マラビッチ - former NBA選手、アトランタ・ホークス、ユタ・ジャズ、ボストン・セルティックスでプレイ、1987年にバスケットボール殿堂入り
- ジョー・ネイマス - NFLとAFL選手、ニューヨーク・ジェッツ、ロサンゼルス・ラムズでプレイ、1985年にプロフットボール殿堂入り
- ダレル・リーヴィス - NFL選手、ニューヨーク・ジェッツ